# Cnopus impressus
Cnopus impressus es una especie de coleóptero de la familia Aderidae.

## Distribución geográfica
Habita en  el sureste de (Estados Unidos) en Texas.